# 워터보이즈
《워터보이즈》(일본어: ウォーターボーイズ)는 2001년 개봉한 일본 영화로, 2003년부터 2005년까지 후지 TV에서 텔레비전 드라마로 제작, 방송되었다.
남자 고등학생들이 싱크로나이즈드 스위밍을 하면서 벌어지는 일을 다룬 청춘 이야기로, 야구치 시노부 감독이 연출을 맡은 작품이다.

## 개요
남자 고교생들이 싱크로나이즈드 스위밍에 도전하는 청춘 활극. 모델은 남학교의 사이타마 현립 카와 고등학교 수영부가 실제로 1988년부터 문화제에서 싱크로 공연을 하고있다.
1999년, 프로듀서가 "뉴스 스테이션"(TV 아사히)에서 방송된 카와 고등학교 수영부의 다큐멘터리를 보고 영화화를 결심. 이후 야구치 시노부 감독이 합류하며 2001년에 영화화되었다. 처음에는 소규모로 개봉되었지만, 서서히 리뷰와 지방 캠페인이 연일 화제가 되어, 최종 10억엔의 흥행수입을 거둬 결과적으로 대히트 영화가 되었다.
본작의 히트를 이어 받아 2003년에 후지 TV가 드라마 화. 영화 스태프가 드라마 제작에도 함께 참여하였고, 방영된 드라마는 20%가 넘는 높은 시청률을 기록. 이후 후지 TV에서는 《워터보이즈 2》 (2004년, 2탄), 《워터보이즈 2005 여름》 (2005년, 스페셜)과 제작, 방송하였다.

## 출연진
- 쓰마부키 사토시
- 다마키 히로시
- 가네코 다카토시
- 미우라 아키후미
- 곤도 고엔
- 히라야마 아야
- 아키사다 리오
- 마나베 가오리
- 다케나카 나오토
- 스기모토 뎃타
- 다니 게이
- 모리야마 에이지
- 에모토 아키라
- 도쿠이 유

## 제작진
- 각본·감독 : 야구치 시노부
- 이그제큐티브 프로듀서 : 마스이 쇼지
- 프로듀서 : 다쿠마 히로후미, 세키구치 다이스케, 사사키 요시노
- 수영지도 : 후와 히사시

## 수상 정보
작품상
- 제75회 키네마 준보 일본 영화 베스트 텐 제8위(선정)
- 제56회 마이니치 영화 콩쿨 일본 영화 우수상
- 제44회 블루리본상 일본 영화 베스트 텐(선정)
- 제23회 요코하마 영화제 일본 영화 베스트 텐 제2위(선정)
- 제25회 일본 아카데미 상 우수 작품상

개인
- 제25회 일본 아카데미상
  - 우수 감독상·우수 각본상 (야구치 시노부)
  - 우수 남우주연상·신인 배우상 (쓰마부키 사토시)
  - 최우수 음악상 (마츠다 가쿠지, 시미즈 히토미)
  - 우수 녹음상 (코오리 히로미치)
  - 우수 편집상 (미야지마 류지)
- 제39회 골든 애로 상 영화 신인상 (쓰마부키 사토시)
- 제11회 일본 영화 프로페셔널 대상 특별상 (쓰마부키 사토시 & 보이즈)

## 한국어 더빙 성우진(KBS)
- 정훈석 - 스즈키 (쓰마부키 사토시)
- 은미 - 시즈카 (히라야마 아야)
- 김익태 - 돌고래 조련사 (다케나카 나오토)
- 윤세웅 - 사토 (다마키 히로시)
- 임채헌 - 가나자와 (곤도 고엔)
- 변현우 - 오타 (미우라 아키후미)
- 안용욱 - 사토오메 (가네코 다카토시)
- 민지 - 사쿠마 선생 (마나베 가오리)
- 유만준 - 술집 사장 (에모토 아키라)
- 서윤석 - 술집 부사장 (도쿠이 유)
- 이재웅
- 임주현
- 곽윤상
- 김대중
- 서지연
- 은정

## 같이 보기
- 워터보이즈 (드라마) : 2003년 방송된 드라마 1탄.
- 워터보이즈 2 (드라마) : 2004년 방송된 드라마 2탄.
- 워터보이즈 2005 여름 : 2005년 방송된 스페셜 텔레비전 드라마.